# 4-异丙基苯甲醇
4-异丙基苯甲醇是一种有机化合物，化学式为C10H14O。它可由枯茗醛和硼氢化钠或在催化下和氢气的还原反应制得。
它在催化下可以发生氨氧化反应，生成4-异丙基苯甲腈。